# Lepidium serratum
Lepidium serratum är en korsblommig växtart som först beskrevs av Jean Louis Marie Poiret, och fick sitt nu gällande namn av Al-shehbaz. Lepidium serratum ingår i släktet krassingar, och familjen korsblommiga växter. Inga underarter finns listade i Catalogue of Life.